# Huta Mazowszańska
Huta Mazowszańska (też Huta Mazowszańska Górna) – wieś w Polsce położona w województwie mazowieckim, w powiecie radomskim, w gminie Kowala. Ma status sołectwa.
| SIMC    | Nazwa   | Rodzaj     |
| ------- | ------- | ---------- |
| 0627029 | Zenonów | przysiółek |

Osada powstała na gruntach pobliskiej wsi Mazowszany. Jeszcze w pierwszej połowie XIX w. na miejscu obecnej wsi rozciągały się duże kompleksy leśne. Była tu karczma na skrzyżowaniu traktów. Wieś powstała w połowie XIX w. z inicjatywy właścicieli Mazowszan. Być może podejmowano tu hutnictwa szkła, podobnie jak we wsi Huta Skaryszewska. W połowie lat osiemdziesiątych XIX w. wieś liczyła 24 domy i 158 mieszkańców. W czasie spisu powszechnego 1921 r. we wsi naliczono 31 budynków mieszkalnych. 
W latach 1975–1998 miejscowość administracyjnie należała do województwa radomskiego.
Wierni Kościoła rzymskokatolickiego należą do parafii Matki Bożej Różańcowej w Mazowszanach.